# Yamada Clube de Belém
O Yamada Clube de Belém é um clube de futebol brasileiro da cidade de Belém, capital do estado do Pará. Atualmente encontra-se licenciado das competições promovidas pela Federação Paraense de Futebol. Suas cores, inicialmente, eram vermelho e branco, em alusão a sua origem nipônica, que somou-se ao preto após voltar ao profissionalismo, em 1986.

## História
Formado por funcionários da rede de lojas Y. Yamada, estreou profissionalmente em 1959, jogando a Segunda Divisão estadual, onde foi campeão ao vencer a União Sportiva por 4 a 1.
Sua primeira participação na primeira divisão foi em 1960, e jogou também o estadual de 1961. Posteriormente, o Yamada se ausentou das competições por 25 anos, regressando aos gramados em 1986, disputando novamente a segunda divisão. Mesmo sem ter chegado à decisão, recebeu convite para jogar a primeira divisão em 1987, ano em que viveu altos e baixos com a FPF.
Após o campeonato de 1987, o clube se retirou das competições promovidas pela Federação Paraense de Futebol, situação que permanece até hoje, participando apenas de competições amadores. 

## Participações no Campeonato Paraense
- Campeonato Paraense de Futebol: 3 (1960 a 1961 e 1987)